# Найзаможніші люди України 2005

## Версія журналу Wprost[1][2]
У жовтні 2005 року польський журнал Wprost опублікуівав свій новий список найбагатших людей Центральної та Східної Європи, який складається журналом з 2002 року. Усього, за даними дослідження, у 2005 році у рейтинг увійшли 7 громадян України, із 50 що потрапили до списку.

### Цікаві факти
У 2005 році у рейтинг Wprost увійшло 7 українців, в 2004 році — 5 українців, 2003 року — 6, в 2002 — 3.

### Рейтинг Wprost
| №  | Ім'я                   | Сфера інтересів             | Основні активи, держпосада    | $ млн. у 2005 | $ млн. у 2004 | Зміна у рейтингу |
| 12 | Коломойський Ігор      | фінанси, диверсифіковано    | ФПГ Приват                    | 2 800         | 2 200         | без змін         |
| 13 | Тарута Сергій          | металургія, диверсифіковано | ФПГ ІСД                       | 2 400         | 1 900         | ▲                |
| 15 | Ахметов Рінат          | металургія, диверсифіковано | ФПГ СКМ                       | 2 100         | 3 500         | ▼                |
| 27 | Пінчук Віктор          | металургія, диверсифіковано | ФПГ EastOne                   | 1 500         | 2 500         | ▼                |
| 51 | Шпиг Федір             | фінанси                     | екс-власник Банк Аваль        | 800           | -             | не включено      |
| 62 | Ярославський Олександр | фінанси                     | DCH                           | 650           | 850           | ▼                |
| 95 | Петро Порошенко        | харчпром, диверсифіковано   | Група «Укрпромінвест», Roshen | 350           | -             | не включено      |

## Версія ЖурналуForbes[5][6]
Американський діловий журнал «Форбс» в березні 2005 року оприлюднив свій щорічний список мільярдерів,  в якому вперше опинилися громадяни України. Рінат Ахметом посів 258 місце у рейтингу зі статками у $ 2.4 млрд. Віктор Пінчук з 1.3 мільярдами посів у рейтингу 507 місце. Сергій Тарута посів 620 місце у рейтингу зі статками у $ 1.0 млрд Сергій Тарута.

### Рейтинг Forbes
| № (в Україні/в світі) | Ім'я                      | Сфера інтересів                                  | $ млн. у 2005 | Основні активи, держпосада протягом року |
| 1/258                 | Ахметов Ринат Леонідович  | металургія, вугілля, диверсифіковано             | 2 400         | ФПГ СКМ                                  |
| 2/507                 | Пінчук Віктор Михайлович  | металургія, диверсифіковано                      | 1 300         | ФПГ EastOne                              |
| 2/620                 | Тарута Сергій Олексійович | металургія, вугілля, енергетика, диверсифіковано | 1 000         | ФПГ ІСД                                  |